# Gustav Wunder
Gustav Martin Wunder (* 26. Oktober 1830 in Meißen; † 20. September 1885 in Chemnitz) war ein deutscher Chemiker und Direktor der Technischen Staatslehranstalten Chemnitz, der Vorgängereinrichtung der Technischen Universität Chemnitz.

## Leben
Wunder wurde als Sohn des Gymnasialprofessors für Mathematik und Naturwissenschaften an der sächsischen Landesschule St. Afra, Karl Gustav Wunder (* 16. Mai 1793 in Albrechtshain; † 20. August 1850 in Meißen) geboren. Er ist somit ein Urenkel des Mathematikers Johann Jacob Ebert. Seine Ausbildung absolvierte er vom 9. Oktober 1843 bis 13. September 1849 an der Meißner Fürstenschule, um 1849 ein Studium der Mathematik und Naturwissenschaften an der Universität Leipzig zu beginnen. Besonders interessierte ihn dabei die Chemie. 1854 promovierte er zum Doktor der Philosophie und zog nach Paris. Dort arbeitete er an der Pariser École polytechnique bei dem Chemiker und Physiker Henri Victor Regnault. 
1855 hielt er sich noch ein Jahr an der Universität Jena auf, um 1856 an der Königlichen Gewerbschule in Chemnitz den Unterricht in analytischer, technischer und landwirtschaftlicher Chemie zu übernehmen.
1873 wurde er als Jury-Mitglied zur Wiener Weltausstellung berufen. Dort wurde er auch für seine Arbeiten mit der Fortschrittsmedaille geehrt.
1876 schied er aus dem sächsischen Staatsdienst aus. Er erhielt vom Kaiserlich Österreichischen Ministerium für Kultur und Unterricht den Auftrag, eine Staatsgewerbeschule nach dem Vorbild der Höheren Gewerbeschule in Chemnitz im böhmischen Reichenberg zu errichten. Danach kehrte er nach Chemnitz zurück und war von 1877 bis 1885 Direktor der Technischen Staatslehranstalten in Chemnitz.
Wunder ermunterte den Chemnitzer Professor Adolf Ferdinand Weinhold nach dem gemeinsamen Besuch der Weltausstellung Paris 1878, sich verstärkt der Elektrotechnik als neuer Fachrichtung zuzuwenden. Der Unterricht in Elektrotechnik wurde ab Ostern 1882 fakultativ in der Gewerbeschule und Werkmeisterschule aufgenommen.
Wunder legte großen Wert auf die Ausstattung der Unterrichts- und Laborräume entsprechend dem neuesten Stand der Technik. Dazu unternahm er Studienreisen und besuchte er die Laboratorien für Chemie an den Universitäten Basel, Berlin, Bonn, Heidelberg, Pest und Wien sowie die der Polytechnika Aachen und Zürich. Die wichtigsten Anregungen holte sich Wunder von Hermann Kolbe am Laboratorium der Universität Leipzig. Während seiner Amtszeit kümmerte er sich weiterhin um den Aufbau einer Bauabteilung (1878), die Umwandlung der chemischen Abteilung der Werkmeisterschule in eine Färbereischule und die Einrichtung einer Müller- und Seifensiederschule.